# علي جنتي
علي جنتي (بالفارسية: علی جنتی) (من مواليد 1949) هو ديبلوماسي ورجل سياسة إيراني ووزير الثقافة في حكومة حسن روحاني منذ 15 أغسطس 2013.

## مهنته
لقد تقلد عدة مناصب في مختلف المؤسسات العامة في إيران. بدأ حياته المهنية في الحرس الثوري باعتباره القائد العام للقوات المسلحة في محافظة خراسان، ثم عيِّن الحاكم العام للمحافظة. ثم انضم إلى البث الإذاعي لجمهورية إيران الإسلامية (الهيئة)، و شغل منصب مديرها في فرع الأحواز ومبعوث الهيئة القضائية للهيئة.
شغل منصب نائب وزير الثقافة للشؤون الدولية. وكان سفير دولة إيران في الكويت في الفترة من 1998 إلى 2005، ونائب وزير الداخلية للشؤون السياسية في الفترة من 2005 إلى 2006.

## وزارة الثقافة
عين وزيرا للثقافة والإرشاد الإسلامي من قبل الرئيس حسن روحاني في 4 آب / أغسطس 2013  وهو ما أكده مجلس الشعب في 15 آب / أغسطس، حيث فاز بأغلبية 234 صوتاً مقابل 36 أصوات و 12 من أعضاء المجلس كانت غائبة في التصويت في الدورة.
و في شباط/فبراير 2015، كان موضع انتقادات قاسية من قبل المحافظين بعد ألبوم «أحبك أيها الوطن العريق» الذي تم نشره.

## حياته الشخصية
في 2006، كان أحد أغنى كبار المسؤولين في إيران.